# Teklin (Piotrków)
Pour les articles homonymes, voir Teklin.
Teklin (prononciation [ˈtɛklin]) est un village de la gmina de Łęki Szlacheckie, du powiat de Piotrków, dans la voïvodie de Łódź, situé dans le centre de la Pologne.

## Géographie
Le village est situé dans une zone rurale au paysage agricole. Il se trouve à environ 9 kilomètres au nord-ouest de Łęki Szlacheckie (siège de la gmina), 21 kilomètres au sud de Piotrków Trybunalski (siège du powiat) et 65 kilomètres au sud de Łódź (capitale de la voïvodie).

## Histoire
Jusqu’en 1998 en Pologne 1998, Teklin appartenait à l’ancienne voïvodie de Piotrków.  
Depuis la réforme administrative de 1999 en Pologne 1999, le village est rattaché à la voïvodie de Łódź.

## Administration
Teklin dépend de la gmina de Łęki Szlacheckie, l’une des unités administratives locales du powiat de Piotrków.

## Économie et cadre de vie
Comme de nombreux villages de la région, Teklin repose principalement sur l’agriculture et l’élevage. Le village conserve un caractère rural, avec des habitations dispersées et des exploitations familiales.